# Établissements de Carrosserie et d’Automobiles Tony Antoine
Établissements de Carrosserie et d’Automobiles Tony Antoine war ein belgischer Hersteller von Automobilen.

## Unternehmensgeschichte
Das Unternehmen hatte seinen Sitz an der Rue ’t Serclaes in Brüssel. 1923 stellte es Automobile her, die als STA vermarktet wurden.

## Fahrzeuge
Die Fahrzeuge nutzten die Technik des Ford Modell T. Sie hatten ein niedrigeres und längeres Fahrgestell und ein Vierganggetriebe. Die Limousine bot Platz für vier bis sechs Personen. Daneben gab es ein drei- bis viersitziges Sportmodell mit getuntem Motor, das 100 km/h Höchstgeschwindigkeit erreichen konnte.